# Amastra crassilabrum
Amastra crassilabrum е изчезнал вид коремоного от семейство Amastridae.

## Разпространение
Видът е бил ендемичен за остров Оаху.